# Abraxas orientalis
Abraxas orientalis är en fjärilsart som beskrevs av Otto Staudinger 1901. Abraxas orientalis ingår i släktet Abraxas och familjen mätare. Inga underarter finns listade i Catalogue of Life.